# 杨俊生 (1916年)
杨俊生（1916年3月—1998年2月15日），原名杨衍柱，江西瑞金人，中国人民解放军高级将领，少将军衔。
1934年参加红军第一军团第二师，随后参加长征。1937年起在八路军115师参加对日作战，平型关战斗中曾负重伤。1943年至晋冀鲁豫军区。第二次国共内战时期在晋冀鲁豫野战军第一纵队（第二野战军第16军）作战，后升任16军参谋长。
1950年进入军事学院学习。1952年指挥16军参加朝鲜战争，后任第1军副军长，停战后驻扎朝鲜。1955年任中国人民志愿军炮兵指挥所司令员。1958年回国，回国后任第16军军长，后调任64军军长。1964年任旅大警备区政委，1968年5月任北京卫戍区政委。1968年9月接替未到职的向守志出任第二炮兵部队司令员。1969年5月回北京卫戍区继续担任政委，曾担任北京市委书记。1987年退役，1998年2月15日在北京去世。